# Trichodactylus crassus
Trichodactylus crassus är en kräftdjursart som beskrevs av A. Mile-Edwards 1869. Trichodactylus crassus ingår i släktet Trichodactylus och familjen Trichodactylidae. IUCN kategoriserar arten globalt som starkt hotad. Inga underarter finns listade i Catalogue of Life.